# Далибор Брозович
Далибор Брозович (на хърватски: Dalibor Brozović) е хърватски езиковед, славист и диалектолог.

## Биография
Завършва Загребския университет, получава докторска степен през 1957 година. Работи в научни центрове в Югославия – Любляна, Задар, Пула, Дубровник, Сараево, и в чужбина – щата Мичиган, САЩ и гр. Регенсбург, Германия. От 1986 година е редовен член на Югославската академия на науките и изкуствата, а от 1991 г. – и на Европейската академия.
В началото на разпада на бившата югофедерация Брозович става съпредседател на Хърватския демократичен съюз, а по-сетне е заместник-председател на президентството на Република Хърватия (1990) и член на хърватския парламент (1992 – 1995).
В периода 1991-2001 г. е начело с Мирослав Кърлежа на Института по лексикография. Автор е на „Атлас по европейска и славянска диалектология“. От 1986 г. Брозович е почетен член на Македонска академия на науките и изкуствата, занимаващ се с македонистиката.
Далибор Брозович е сред авторите на Декларацията за статута и името на хърватския език, но и същевременно привърженик на стандартизирания по югославско време сърбохърватски език по време на Югославия.
Председател е на Дружеството за българо-хърватско приятелство.